# Крамер, Джордж
Джордж Мортимер Крамер (англ. George Mortimer Kramer; 15 мая 1929, Нью-Йорк — 21 февраля 2024, Сомерсет) — американский шахматист, индивидуальный медалист шахматной олимпиады (1950).

## Биография
После Второй мировой войны Джордж Крамер был одним из подающих надежды шахматных талантов США. В 1945 году, в возрасте шестнадцати лет, он победил на чемпионате по шахматам штата Нью-Йорк. 
В следующем 1946 году он дебютировал в чемпионате США по шахматам, где занял 9-е место. Представлял США на шахматной олимпиаде в 1950 году и завоевал индивидуальную серебряную медаль на запасной доске. В 1952 году Джордж Крамер победил в чемпионате Manhattan Chess Club.
В более поздние годы Джордж Крамер не смог повторить эти результаты. Он еще два раза участвовал в чемпионатах США по шахматам (1957, 1962), но оба раза закончил турниры в нижней части таблицы. В 1960-е годы Джордж Крамер три раза побеждал в чемпионатах по шахматам штата Нью-Джерси (1964, 1967, 1969).